# НПО измерительной техники

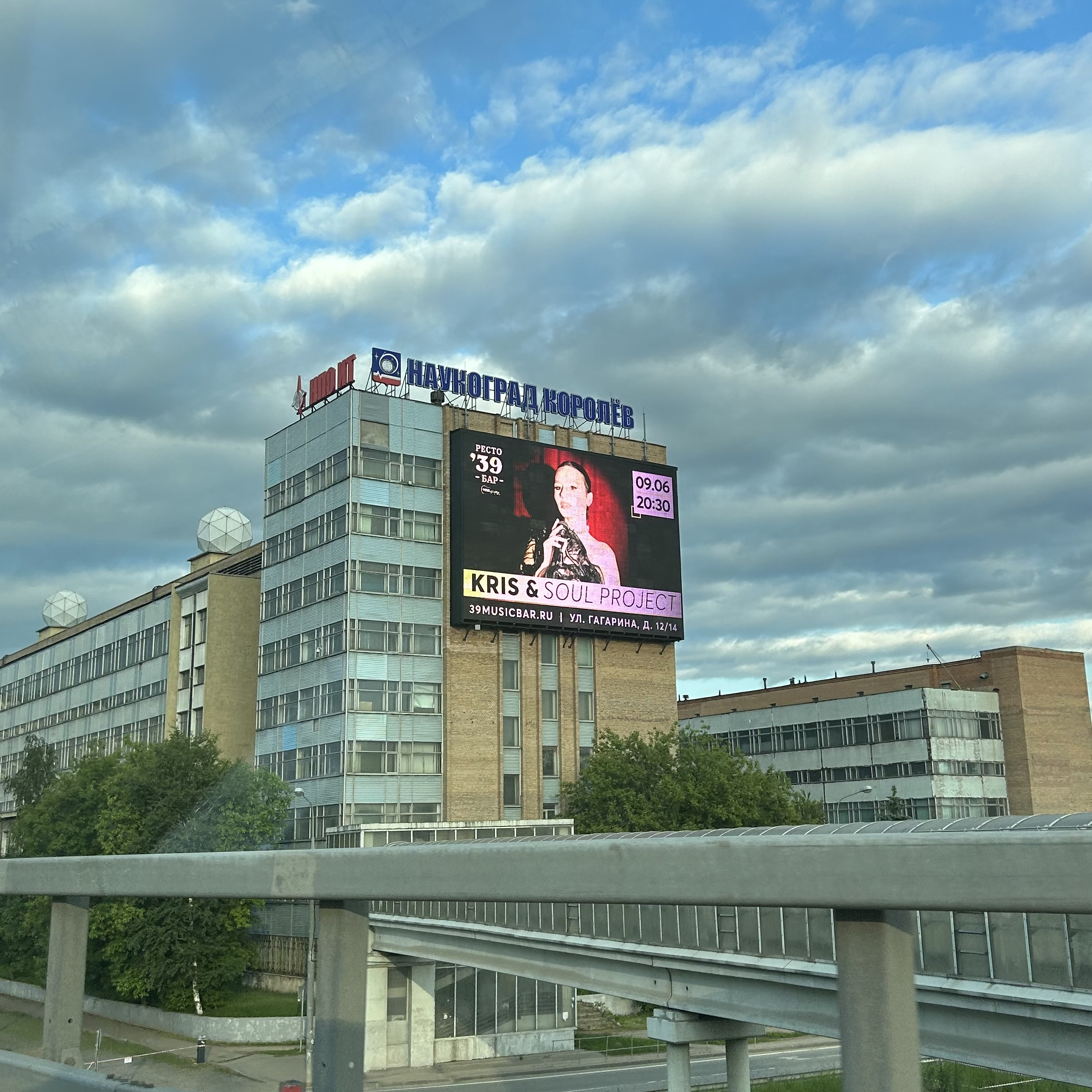
фото НПО ИТ из окна машины

НПО измерительной техники (ИТ) — ведущее российское предприятие по телеметрической и датчиковой аппаратуре, микроэлектронике для ракетно-космической техники. Входит в госкорпорацию «Роскосмос», является дочерним предприятием АО «РКС».

## Адрес
141074, Московская область, г. Королёв, ул. Пионерская, дом 2

В состав предприятия входит большое количество корпусов, расположенных в промышленной части города Королёва, примыкающего к национальному парку Лосиный остров.

## История
Предприятие НПО ИТ был образовано из лаборатории датчиков и измерительных систем (НИИ-88). Её основным назначением было обеспечение измерительными средствами наземной и летной отработки и испытаний ракетно-космической техники.
В 1966 году на базе 5-го научно исследовательского комплекса Центрального НИИ машиностроения был создан Научно-исследовательский институт измерительной техники — НИИ ИТ.
В настоящее время в состав НПО ИТ входят научно-производственные центры по научным направлениям, завод «Импульс», измерительный комплекс космодрома Байконур, научно-исследовательское судно «Космонавт Виктор Пацаев».
С 1977 года четверть века возглавлял предприятие доктор наук, академик Сулимов Олег Александрович (1928—2004).

## Основные направления деятельности
- Исследование концепций и принципов построения информационно-измерительных комплексов
- Разработка проектов информационно-телеметрического обеспечения, средств измерения, диагностики, контроля и управления
- Разработка и изготовление датчиков и преобразующей аппаратуры для ракетно-космической техники и практически для всех отраслей народного хозяйства

## Интересные сведения
АО «Научно-производственное объединение измерительной техники» подписало договор о передаче научно-исследовательского судна «Космонавт Виктор Пацаев» в собственность Калининградской области. Теперь судно ожидает «вторая жизнь»: его капитально отреставрируют, переоборудуют в полноценный музей и посвятят делу патриотического воспитания молодёжи. В настоящее время судно ошвартовано у знаменитой калининградской Набережной исторического флота и является её главной достопримечательностью.
В 1968 году в Ленинграде был построен корабль, ставший впоследствии научно-исследовательским судном (НИС) «Космонавт Виктор Пацаев». Многие годы оно входило в Морскую  космическую флотилию страны, исправно несло службу в Мировом океане в качестве плавучего измерительного пункта по приёму с орбиты телеметрической информации и обеспечению связи с космическими аппаратами. Судно совершило десятки рейсов в районы, не доступные для связи наземных измерительных пунктов.
В 1990-е годы все суда слежения за полётами космических аппаратов продали на металлолом. Иной оказалась судьба последнего представителя Морского космического флота, в состав которого входило одиннадцать научных судов — НИС «Космонавт Виктор Пацаев» уцелел чудом. Распоряжением Правительства РФ от 3.06.1995 №769-р судно было передано в ведение Российского космического агентства (Роскосмос). В 2009 году собственником стало АО «Научно-производственное объединение измерительной техники».
В 2000 году НИС совершило переход из Санкт-Петербурга в Калининград, где на судостроительном заводе «Янтарь» был проведён его ремонт. С 2001 года судно ошвартовано на набережной Исторического флота, являющейся частью выставочных фондов Музея Мирового океана в Калининграде. Между НПО ИТ и музеем действовал Договор о сотрудничестве. Часть помещений судна использовалась под размещение музейной экспозиции «История отечественной космонавтики».
Все эти годы судно являлось измерительным пунктом наземного контура управления российским сегментом Международной космической станции (МКС), работало в качестве измерительного пункта по поддержанию связи с МКС в самой западной точке России — в Калининграде.

## Награды
- Орден Октябрьской революции: .
- Орден Трудового Красного Знамени: .